# Limax giovannellae
Limax giovannellae is een slakkensoort uit de familie van de Limacidae. De wetenschappelijke naam van de soort is voor het eerst geldig gepubliceerd in 2008 door Falkner & Niederhofer.